# Чергов
Че́ргов (словац. Čergov, Черговские горы, укр. Чергівські гори) — горный массив на территории Шариша в восточной Словакии, восточная часть Западных Бескид. Наивысшая точка — гора Минчол, 1157 м. Покрыт смешанными лесами.

## Достопримечательности
- Развалины замка Шаришски Град
- Города Липаны и Сабинов
- Горнолыжные центры Дубовица, Ренчишов и Дрьеница

## Карты

Восточная часть Западных Бескид: Чергов (h2)